# Arroyo de la Isleta
Der Arroyo de la Isleta ist ein Fluss in Uruguay.
Er entspringt auf dem Gebiet des Departamento Salto in der Cuchilla del Daymán nördlich der Quelle des Arroyo Tembetarí und östlich derer des Arroyo Laureles Grande und des Arroyo Bayucuá Grande südwestlich von Puntas de Valentín. Von dort verläuft er in nördliche Richtung und mündet südlich von Rincón de Valentín und östlich des Cerro Charúa als linksseitiger Nebenfluss in den Arroyo Valentín Grande.